# 危机航线
《危机航线》（英語：High Forces）是一部2024年中国大陆和香港合拍動作電影，由寰宇和猫眼等联合出品、彭顺执导、刘德华与林小强监制，刘德华、张子枫、屈楚萧领衔主演，刘涛、郭晓东、蒋梦婕特别出演，姜超、高曙光友情出演，王龙正、周興哲、张垚、张扬主演，林迪安任动作指导，为“中国首部空中犯罪电影”。影片于2024年9月30日在中国大陆、10月3日在马来西亚、10月9日在台灣、10月10日在香港和新加坡上映。

## 剧情
八年前高皓军与妻子傅源离婚，两人的盲人女儿高小军归女方抚养。航宇航空的首架A380大客机执行首飞任务，公司首席执行官李航宇乘坐此趟航程，该机有两层客舱，上层有头等舱、免税店、美容店等设施，下层是商务舱和经济舱。傅源带着小军从东南亚看医回国乘坐于该机的头等舱，而在该航空公司任安保专家的皓军则因其原来的工作任务取消的缘故也刚巧乘坐在同一航班的经济舱内。皓军在座位上休息时想到了往事，原来以前患有狂躁症的他情绪不稳定经常与傅源争吵，一次在驾车时他的冲动之举导致车祸发生，造成坐在后排的女儿小军的眼睛受伤失明，加上夫妻、父女矛盾的加剧两人终于选择离婚，此后皓军经常服用治疗狂躁症的药物以克制自己的急躁情绪。小军在座位上遇到拿着对讲机玩具玩耍的一对少年兄弟，并得到对方交给她玩的一个对讲机和耳机（对讲机通话的声音是经过处理的低沉变音）。少年兄弟走遠後被家長要求立即返回座位，皓军把其遺下的对讲机和耳机扔進垃圾桶。
头等舱乘客藤井因红酒不够喝而与空姐发生口角，继而用酒瓶砸伤坐在其身旁出面劝解的Mike，一名空警表明身份后被Mike擊殺，原来这场闹剧是劫匪们演的一出戏，驾驶室和上层乘客立即受到几名劫匪的挟持控制，而李航宇则成为最重要的人质，航宇被Mike持枪逼着打电话给其高管妻子刘泰英，要她转账五亿美金到劫匪指定的账户上，泰英一边报警求助一边与劫匪周旋，Mike为了逼航宇交出用于转账的密码还直接枪杀了包括机长在内的三人，航宇只得把自己掌握的密码告诉了泰英。
劫匪关闭了机上的Wi-Fi引起乘客们的抱怨，让皓军发觉情况有些异常，就去找空姐美瑾了解情况，皓军告知她自己的安保专家身份，并要求她打电话联系驾驶室，结果打不通。接着皓军从垃圾桶里找到被其之前扔掉的一个玩具对讲机与耳机。皓军通过对讲机询问持有对讲机的另一头的主人上层是否被劫持，得到了肯定的答复，并得知上面有四个匪徒。
皓军和美瑾来到行李舱，发现6号劫匪伪装成的空姐正在里面，皓军被迫杀死6号并拿到她手里的对讲机（劫匪之间通用）和检测仪，并通过仪器发现了劫匪装在包里的多个降落伞，美瑾通过物品登记信息查到了三名坐在经济舱里的劫匪成员的座位号，于是在她的协助下，皓军在餐厅里逐一干掉了那三个匪徒，并带上那些降落伞作为筹码躲到了夹层通道以躲避劫匪。Mike发现几名团队成员被杀知道有人在暗中与其做对，就带人下去挟持控制了下层乘客。
Mike通过对讲机问话得到皓军的回应，Mike称自己劫机是为了钱，质问对方是为了什么，皓军并没有回答，而是警告劫匪如果打死一个人质他就会毁掉一个降落伞。航宇航空财务部门副总裁陈捷用手机与Mike发信息，原来陈捷是由于赌博欠债并挪用公司资金，而找到Mike等人实施了这次劫机行动。皓军在夹层中爬行时因拉拽伞包的声响惊动了一名劫匪，劫匪开枪打中损坏了降落伞，这引起Mike的怒火。不过很快那名劫匪被皓军所杀，之后皓军经过与小军的通话指引又躲避到了免税店，并与一名准备离开的劫匪相遇，双方经过激烈搏斗那人也被皓军除掉。
五亿美金到帐后，Mike要求手下尽快抓到皓军以得到降落伞准备逃走，藤井发现了皓军遗留在其座位下的行李包，从钱包里的身份證及家庭照片认出了姓名與位于头等舱里的高的妻女傅源和小军，Mike为了泄愤开枪打伤了傅源的腿，并让手下18把她带去卫生间强暴她，所幸她被及时被赶到的皓军所救。皓军以手中的降落伞为掩护，与以小军为盾牌人质的Mike持枪对峙。双方在舱内停电的一瞬间持枪互射（停电是高之前在夹层里设置的小机关所致），尽管无人中弹，不过Mike的枪却打中了降落伞。皓军带着妻女逃到了夹层并让二人躲在那里，短暂的温存过后他又赶回去与敌人周旋。陈捷害怕被假警察劫匪带走后灭口，就躲到卫生间打电话报警，赶来的真警察把三名假警察抓获，此时泰英得知了陈捷与劫匪勾结的事实。
航宇趁乱逃到了电子控制室，并用电话与泰英和地面警方取得联系，告诉他们劫匪准备跳伞弃机逃离，接着藤井和18号劫匪追赶而至，航宇受到枪击受伤，所幸得到皓军的及时相救。皓军感谢公司对脾气不好的他的包容，航宇告诉皓军自己会驾驶这架飞机，会争取进入驾驶室操控飞机。躲藏着的傅源和小军二人被匪徒抓到，皓军也很快再次现身与劫匪正面对抗，在美瑾等人的帮助下干掉了18号等三个劫匪，本森为救美瑾而中弹受伤，不过最终皓军还是被抓。另一边进入驾驶室的航宇操控着客机与地面的一个机场控制中心取得联系准备降落。最后劫匪成员只剩下Mike、藤井和假机械师胡正雄三人，三人打开舱门身穿降落伞准备跳伞，Mike扬言要皓军一家人与其他乘客一起陪葬。在几名乘客英勇的幫助下，胡正雄被制服，藤井跳伞时被人提前打开降落伞导致其被卷入2号发动机惨死。而被气流冲出舱门手抓降落伞的小军被有跳伞经验的菲安娜跳伞救下，最后二人安全降落地面。至于大反派Mike则先被皓军勒中脖子，再被扭斷后从高空坠落。
航宇与地面指挥中心通话，告知地面2号发动机的燃烧威胁着客机的安全，指挥中心要航宇把飞机迫降到一个环城公路大道上，可是前起落架出现故障无法降落，在皓军等人的努力下也只降下一半，于是特警利用两辆大卡车作为支撑，要航宇把前起落架降到卡车的钢板上以避免飞机腹部着陆摩擦时可能会引发的爆炸。由于航宇看不到下面的起落架，皓军趴在起落架上充当航宇的眼睛，两人用对讲机指挥配合终于令飞机成功迫降，众人得以脱险，等候已久的消防员、救护员、警员忙着各自的救援任务。不过流血较多的李航宇在任务完成后从座位上倒了下去，生死未明。到了地面，皓军先去看望了因双腿受伤躺在救护架上的傅源，此时小军与安娜乘坐警车也赶到现场，父女二人最终激动地拥抱在了一起。
事后皓军因见义勇为受到表彰，有自首行为的陈捷被判处15年有期徒刑，三名假警察被判处无期徒刑，胡正雄被判处死刑。

## 角色
| 演員   | 角色   | 介紹 |
| 刘德华 | 高皓军 | 航宇航空国际安保专家 傅源前夫，后復合 高小军之父 患有躁狂症 因自己造成的车祸与傅源离婚，但与其保持联络以得知高小军情况 在机上击毙绝大多数劫匪                               |
| 张子枫 | 高小军 | 高皓军、傅源之女 因高皓军造成的车祸失明，从此数年与其不和，后来被其机上的事迹打动而重归于好                                                                                 |
| 屈楚萧 | 迈克   | Mike 劫匪首领 患有躁狂症 欲杀死高皓军全家而耽误逃逸 最后被高皓军勒死，再度被其抛出飞机外坠落致死                                                                            |
| 刘涛   | 傅源   | 高皓军前妻，后復合 高小军之母 因高皓军造成的车祸与其离婚，但与其保持联络以告知高小军情况                                                                                    |
| 郭晓东 | 李航宇 | 航宇航空行政總裁 拥有机师执照 在机上告知地面的刘泰英和其他职员报警 负伤迫降飞机，安全降落后昏迷，生死不明                                                                   |
| 蒋梦婕 | 菲安娜 | 安娜 空中乘务员 擁有跳傘經驗 拯救吊在机外的高小军并一同安全落地 |
| 姜超   | 陳捷   | 航宇航空财务部门副总裁 与劫匪勾结，但是后期害怕而主动报警 于片尾交代被依法判处有期徒刑十五年                                                                                |
| 高曙光 | 劉董   | 航宇航空高管 |
| 王龙正 | 藤井   | 2号（劫匪专称） 劫匪二号人物 最后被数人過早打開降落傘，抛出飞机外再度被飞机引擎卷入致死                                                                                     |
| 周興哲 | 本森   | Benson 機組人员 初时被美瑾拒绝约会，后来在机上为其挡枪而受其改观 |
| 张垚   | 美瑾   | 空中乘务员 从高皓军得知飞机有危险并協助其 初时拒绝与本森约会，后来在机上受其挡枪而对其改观                                                                                  |
| 王耀慶 |        | 控制中心主管 |
| 张杨   | 刘泰英 | 李航宇之妻 公司大股东兼高管 |
| 张梓豪 | 劫匪18 | 18号（劫匪专称） 被迈克指示強暴傅源，因而被高皓军中斷所以沒得逞，在經濟艙找到高皓軍，但遭到美瑾的餐刀襲擊，雖然成功擋掉，但遭到高皓軍的襲擊被美瑾插在身上的餐刀刺中脖子而亡 |
| 钟雷   | 李迪   | 特种警察，卡车司机之一 |
| 刘之冰 |        | 警方总指挥 |
| 倪珂欣 | 劫匪6  | 6号（劫匪专称） 伪装成空中乘务员 最后被高皓军杀掉 |
| 张泽洋 | 胡正雄 | 唯一存活且被捕的劫匪 伪装成机械师 于片尾交代被依法判处死刑 |
| 郑中玉 | 名正言 | 伪装成飞行员 最后被拿到手槍的李航宇杀掉 |
| 王泊文 | 贺东   | 空中警察 被多名劫匪设计引诱，身份暴露，成为机上首位遇害者 |
| 张忻恺 | 劫匪8  | 8号（劫匪专称） 最后被高皓军杀掉 |

## 制作
这是自2017年以来，刘德华和寰宇电影继《拆弹专家》系列和《扫毒2》之后的连续第四次合作。2021年9月下旬正式在青岛开机，同时片方发布了一款有声概念海报，此时刘德华刚过60岁生日。总投资近3亿元人民币，剧组1:1实景打造了A380客机的三层豪华内舱。同年11月中旬杀青，进入后期制作阶段。
刘德华在片中有许多打戏，在前期他花费了很多时间做准备，在动作指导林迪安的指导下，这些动作戏份都是他亲自上阵完成的。张子枫饰演一个盲人，她表示“盲女”状态是最难把握的，“她并不是真的恨爸爸，心里是渴望得到爸爸的陪伴的，只是出于自我保护，所以嘴上不说”。本片是屈楚萧首次挑战饰演反派角色，他表示“坏的程度很难把握，人物的发型、右手的伤疤、手指没有指甲等细节都代表了Mike的过往，也给了他表演的支点”。刘涛对于与刘德华合作饰演夫妻很开心，带有“崇拜的情绪”，并称“这场危机对这一家人来说是不可抗拒的磨难，但来自家人的爱和守护让他们得以克服艰险”。蒋梦婕为了演好空乘菲安娜，不仅到航空学院学习体验，还学到了跳伞技能。由于演大反派的屈楚萧在《流浪地球》中饰演刘启，而刘德华在《流浪地球2》里饰演图恒宇，所以有人戏称本片是“刘启大战图恒宇”。

## 歌曲
推广曲《亲爱的小孩》由刘德华、张子枫演唱，聚焦于高皓军与高小军父女之间的亲情，这是刘德华第二次翻唱此歌。原唱苏芮，陈复明作曲，杨立德作词，它是1985年刘德华与叶德娴主演的法庭亲情电影《法外情》主题曲。在1989年刘德华发行的首张国语专辑《回到你身边&法内情》中，就收录有刘德华翻唱的《亲爱的小孩》这首歌。刘德华还在其抖音账号上发布视频要粉丝跟他合唱这首歌的高潮段落。
片尾曲《明天我在你身边》由周兴哲演唱，他也参与了本片的演出。周兴哲作曲，王柏钦编曲，吴易纬作词。2024年9月17日上线。

## 发行
影片原计划于2022年上映，后推迟上映。2024年7月12日宣布定于同年9月30日在中国大陆上映。9月9日，发布“高空劫机”版预告。9月19日，发布IMAX制式海报。9月24日，发布“命悬一线”版终极预告片，以及CINITY、IMAX、中国巨幕、杜比、4DX、D- BOX六款制式海报，开启预售。
9月25日晚，在北京万达影城（北京CBD店）举行首映礼，彭顺、刘德华、张子枫、刘涛、屈楚萧、蒋梦婕、周兴哲等主创出席映后见面会，现场华迷提前两天为刘德华庆生。9月26日，林小强、屈楚萧、蒋梦婕、王龙正、张梓豪、倪珂欣、都桂宇出席全国路演厦门站活动；9月27日，他们又出席在广州的路演。

## 评价
1905电影网：“好莱坞电影拍过许多劫机题材的电影，《空中监狱》《空军一号》《空中危机》《空中营救》等，故事情节紧张刺激，动作场面火爆硬核，始终吸引着一帮热爱动作犯罪片的影迷观众们。《危机航线》作为中国罕见的高空犯罪大片，它的出现补充了这一缺失，并且真正做到把爽感具象化。高皓军和Mike都患有“狂躁症”，“疯批双强”的人物设定，为影片的正邪对抗和情节发展增加了更多跌宕起伏的层次。首先是在逼仄的空间里充分拓开可以发挥调度的一个个小空间，如头等舱、商务舱、经济舱、货舱、夹层，乃至飞机外部等。然后对每一个不同场景里的每一场动作戏都进行了不同的设计，刀、枪、棍、近身搏击，充分利用武器的多样性和周边道具的可利用性。因此，影片展现出了一套具有技巧感、干净利落的动作风格。真打真拼、空中对垒的高难度动作一个接一个，让人目不暇接，在有限里逼出了动作的极限，拍出了对打的窒息感。特别是到了舱壁爆开失压、小军意外飞出机外，引擎失火客机低空掠过城市上空、紧急降落的一连串高能场面，可以说是当下国内大银幕上具有高强度的视听冲击段落，难得一见。在激烈厮杀的犯罪动作情节里，影片自然融入一条父女线。危机连线也是父女和解的亲情连线，高皓军拯救了妻女、拯救了全组机员，更是拯救了自己。在双雄对决的主体叙事里，尊重女性角色，片中的盲人女儿、母亲、空姐等不同年龄、身份、性格的女性，均有魅力和光环，她们在关键时刻都发挥了关键的作用。《危机航线》的定位非常明确，伴随层层递进的危机叙事，观众获得的刺激感和恐惧感，从逐渐升温到急速凝聚，最终也会得到彻底释放和有回温的离场感。这一条清晰的情绪反应曲线，就是一部“解压爽片”真正该有的观影体验。”
演员潘粤明称“非常震撼、非常感动”，演员俞灏明称赞彭顺导演驾驭高空犯罪题材的功力，演员马浴柯：“一定要进电影院观看的大银幕制作，紧张的情绪一直包裹着你”，导演陈小明、章攀：“全程肾上腺素飙升”，演员徐正溪：“整部电影情节起伏扣人心弦”，编剧、导演刘浩良：“这个戏非常精彩，在（飞机上的有限）空间当中拍摄到了顶级”，导演甘剑宇：“影片创作和制作难度都非常高，是华语犯罪类型片的一次拓展”。
《危机航线》在豆瓣网上的评分为6.1分。部分观众认为，影片在故事逻辑、动作设计、台词表达和民航专业知识等方面存在不足。例如劫匪将枪支弹药带上飞机、主角用脚蹬开A380的起落架等情节不合理。另一方面，也有观众认为影片剧情紧凑，后半段的惊险场面和迫降戏份令人印象深刻。此外，4Dx影厅的观影效果受到了认可，相比普通影厅，4Dx通过座椅振动、风速等特效增强了观众的沉浸感。

## 票房
影片在中国大陆国庆档期的排片率和票房都不理想，9月30日首日排片11.4%获得1767万人民币，位列单日票房第二名，加上之前各地的点映收入408万累计2170万，假期7天仅累计了1.67亿元位列第五名。假期结束后上座率多日排名第一位，不过排片率仍然落后于《志愿军：存亡之战》和《浴火之路》。最终成绩为3.01亿人民币。
台灣票房獲得2020萬元。